# Xexi
Maaibré Xexi (em egípcio: Ššy ou Šši) foi um faraó do Egito durante o Segundo Período Intermediário. A dinastia, a posição cronológica, a duração e a extensão de seu reinado são incertas e estão sujeitas a um debate em andamento. A dificuldade de identificação é refletida por problemas na determinação de eventos desde o fim do Império Médio até a chegada dos hicsos no Egito. No entanto, Xexi é, em termos do número de artefatos atribuídos a ele, o rei mais atestado do período que abrange o final do Império Médio e o Segundo Período Intermediário, aproximadamente entre 1800 e 1 550 a.C. Centenas de sinetes com o seu nome foram encontradas em Canaã, Egito, Núbia e até Cartago, onde alguns ainda estavam em uso mil e quinhentos anos após a sua morte.
Três hipóteses concorrentes foram apresentadas para a dinastia à qual Xexi pertenceu. Egiptólogos como Nicolas Grimal, William C. Hayes e Donald B. Redford acreditam que ele deveria ser identificado com Salitis, fundador da XV dinastia, segundo fontes históricas, e rei dos hicsos durante a invasão do Egito. Salitis é creditado com dezenove anos de reinado e teria vivido em algum momento entre 1720 e 1 650 a.C. O egiptólogo William Ayres Ward e a arqueóloga Daphna Ben-Tor propõem que Xexi foi um rei hicso pertencente à segunda metade da XV dinastia, reinando entre Caiã e Apopi I. Alternativamente, Manfred Bietak propôs que Xexi fôra um vassalo dos hicsos, governando alguma parte do Egito ou Canaã. A própria existência de tais vassalos é debatida. Por fim, Xexi pode ter sido um governante do início da XIV dinastia, uma linhagem de reis descendentes de cananeus que dominaram o Delta do Nilo Oriental imediatamente antes da chegada dos hicsos. Os defensores dessa teoria, como Kim Ryholt e Darrell Baker, atribuem a Xexi quarenta anos de reinado em torno de 1 745 a.C.
Ryholt propôs que Xexi teria aliado seu reino com os cuxitas na Núbia, por meio de um casamento dinástico com a princesa núbia Tati. Ryholt postula ainda que o filho de Xexi e Tati foi Neesi, cujo nome significa "O Núbio", que ele acredita ter sucedido Xexi no trono, como o faraó Neesi Aaseré.

### Governante Hicso

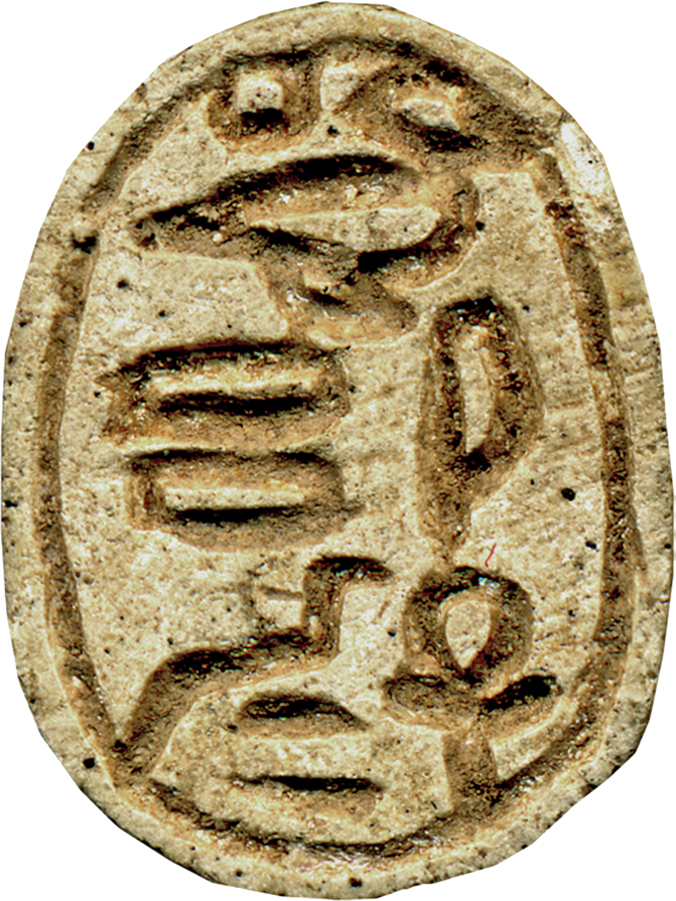
Sinete inscrito de Xexi, Walters Art Museum

### Rei da XIV Dinastia

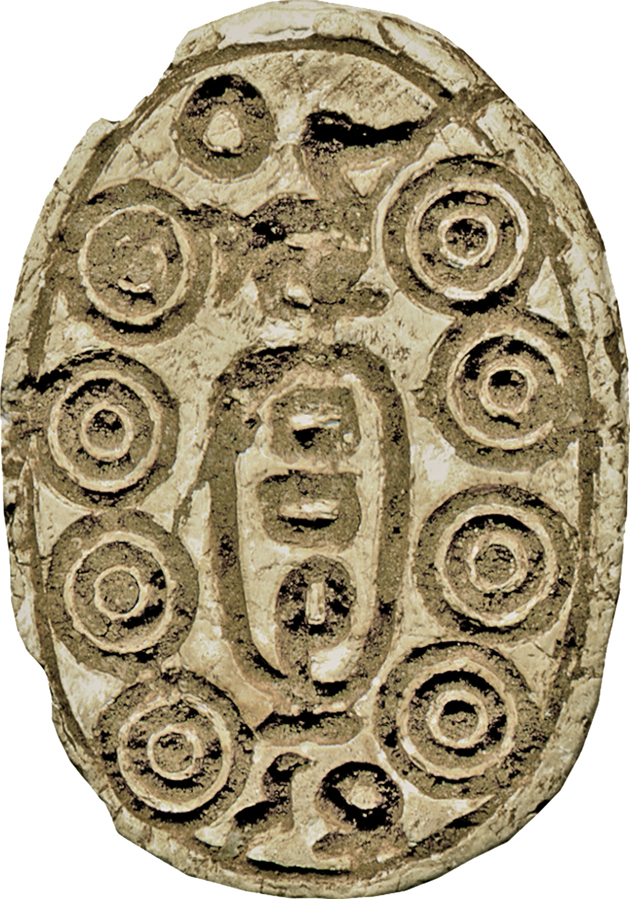
Outro sinete do Faraó, Walters Art Museum.

## Datação

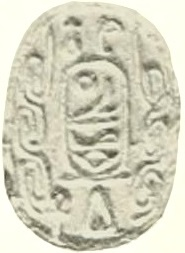
Inscrição no sinete de Xexi "O bom deus Maaibré, deu a vida".

## Evidências

### Nome e prenome em selos
O Nome de Sá-Ré de Xexi está inscrito em mais de duzentos sinetes, que constituem os únicos atestados de seu reinado. O número de sinetes atribuídos a Xexi encontra paralelo apenas naqueles que levam o prenome Maaibré, que significa "O justo é o coração de Rá". Baseado nas semelhanças estilísticas entre os dois grupos de selos e em seus números inigualáveis, o consenso entre os egiptólogos é que Maaibré era o prenome de Xexi.

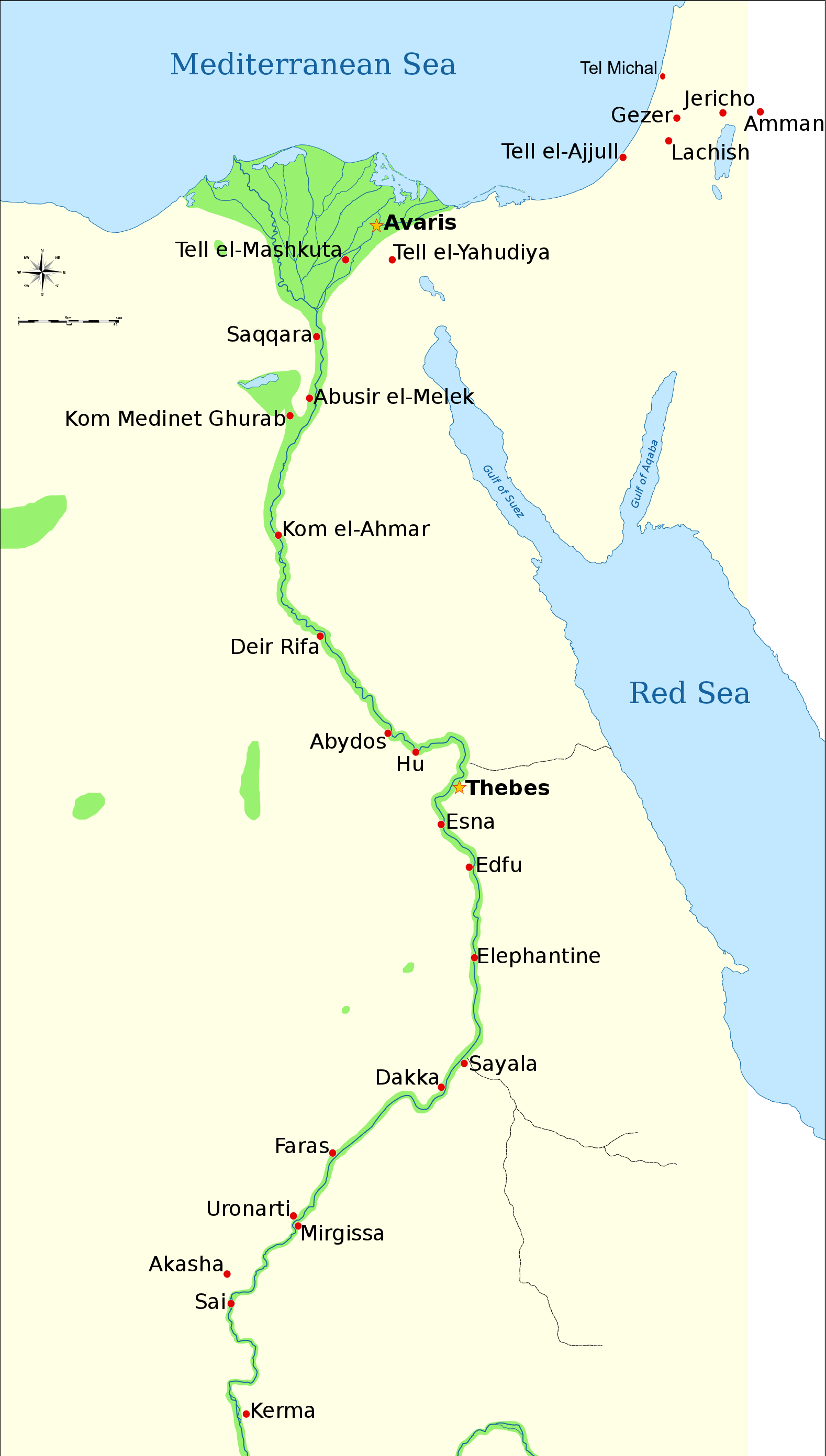
Região onde foram encontrados alguns sinetes de Xexi.

Consequentemente, Maaibré Xexi é o governante mais atestado do Segundo Período Intermediário, em termos do número de artefatos atribuídos a ele, com 396 sinetes e duas impressões de selos mostrando seu nome e prenome. Esse número é três vezes maior que os 123 sinetes atribuídos ao próximo rei mais bem atestado do período, Iaquebim Secaenré.
Além desses selos, Manfred Bietak sugeriu que um sinete descoberto em Ávaris e inscrito com o nome de um rei "Xenxeque" (Shenshek) provavelmente deveria ser atribuído a Xexi. Esta conclusão é rejeitada por Kim Ryholt e Darrell Baker, que acreditam que Xenxeque era um rei distinto.

### Localização dos achados
Mais de 80% dos sinetes atribuídos a Maaibré Xexi são de origem desconhecida, mas os 20% restantes foram encontrados em todo o Egito, Núbia e Canaã, indicando contatos comerciais e diplomáticos generalizados durante o reinado de Xexi.
Achados importantes incluem sinetes de Laquis, Gezer, Jericó, Tel Michal, Amã e Telel Ajul em Canaã. No Baixo Egito, três sinetes foram desenterrados em Telel Iaudia e Telel Mascuta e outros oito são da região do Delta. Quatro são originários de Sacará e outros cinco dos locais egípcios do Oriente de Abusir Elmaleque, Com Medinete Gurabe, Com Elamar e Deir Rifa. Ao sul, no Alto Egito, um total de vinte sinetes são conhecidos de Abidos, Hu, Tebas, Elefantina, Esna e Edfu. Na Núbia, sinetes de Xexi foram encontrados nas fortalezas egípcias de Uronarti e Mirgissa e, no Templo de Daca, Querma, Seiala, Aniba, Masmas, Faras, Uquema, Acaxa e Sai. Finalmente, foram encontrados duas impressões de Xexi em Cartago, datados arqueologicamente do século II a.C.
Os sinetes de Xexi estão agora espalhados em diversos museus diferentes, incluindo o Museu de Israel, Museu Petrie, Ashmolean, Museu Britânico, Louvre, Museu de Arte Walters, Metropolitan Museum of Art e o Museu Egípcio do Cairo.